# Fredensborg/Ski IL
Le Fredensborg/Ski IL est la section handball du club omnisports du Fredensborg SBK, situé à Oslo en Norvège, le club comprend les sections: Ski, football, bandy et handball, disparu en 1997 (cet article ne comprend que cette section).

## Histoire
Fondé en 1910, l'IL Fredensborg remporte cinq titres de Champion de Norvège lors des saisons 1965-66, 1966-67, 1974-75, 1975-76, 1980-81, 1981-82 et appartient au club omnisports Fredensborg SBK en 1984, et est donc rebaptisé Fredensborg/Ski IL.
Par après il remporta encore un autre titre de Champion de Norvège lors de la saison 1984-85 mais en 1997, le club disparait.

## Palmarès masculin
- Championnat de Norvège (7) :  1965-66, 1966-67, 1974-75, 1975-76, 1980-81, 1981-82, 1984-85.